# 甲田光雄
甲田 光雄（こうだ みつお、1924年(大正13年)8月1日 - 2008年(平成20年)8月12日）は、日本の医師、医学博士。元・日本綜合医学会 会長。元・甲田医院（閉院）院長。断食療法の推進者で、難病治療に効果を上げた内科医である。

## 概説
幼少期よりスポーツ万能で、旧制中学では相撲の選手で主将を務めるほどであったが、中学3年の時、慢性胃腸病で2年間休学。中学5年生時には黄疸を重症化させ3か月寝込み、急性肝炎を発症する。その後、快癒前に陸軍士官学校へ入学。後に慢性肝炎へと移行する。戦後、大阪大学医学部に入学するが、胆囊胆道炎、十二指腸炎、大腸炎などに次々と罹患。大阪大学病院へ入院し、治療を受けるも病状は改善せず、一進一退を続ける。最後には、頼りにしていた大阪大学病院の主治医の教授から、いつまでもここにいるより、家に帰りのんびり養生したほうがいい、と見放され、日本の現代医療に大きく失望する。
やがて、現代医学以外の民間療法や東洋医学へ目を向けるようになる。学友から、築田多吉の『家庭に於ける實際的看護の秘訣』を見せてもらい、「肝臓病は断食で治る」という一文を見つける。そこから、断食に興味を持ち始め、周囲の反対の声を振り切って奈良県生駒山の断食道場に籠り、11日間の断食を体験。この断食寮で西勝造の著書『西医学断食法』に出会い、自分の病気の疑問が解消したと感じる。その後も断続的に断食を体験し、繰り返すうちに慢性的になっていた病気は徐々に快方へ向かい、5年後にはすべての病気が体から消え、健康な体になったという。
甲田は、「西式は単なる健康法ではなく、経済と科学優先の医学界を軌道修正させる革命医学である」と言う。
1959年（昭和34年）、大阪府八尾市に甲田医院（内科・小児科）を設立。そこで、西洋医学を修めた医師であるにもかかわらず、薬も出さない、注射も打たない医師となり、「西式健康法」を基本に、菜食の少食療法である「西式甲田療法」を患者らに次々に実践。指導経験の中で「本来生物は生命の維持に必要最低限の量の食糧しか食べなくてもよいように体ができている」と実感。また、現代人の病気の原因は、そのほとんどが「食べ過ぎ」だとする考えに至る。「食べすぎ」が、腸の中で「宿便」となって溜まり、あらゆる病気を体に引き起すのであって、腸の中に長年溜まった宿便さえ体外に排出すればどんな難病も治癒すると主張する。
甲田は一定期間、水だけしか飲まない本断食を、1950年から1955年までの5年間に10数回、1969年には23日間の断食を行った。本断食をすると、体中に痛みや熱が出るなどの激しい好転反応が出て、現代医学では治せない難病が劇的に好転するが、そのコツを会得するために多くの本断食を繰り返したとしている。この厳しい断食を誰でもが安全に、楽に行える方法として、長年考えた末にたどり着いたのが、毎朝、朝食を抜くだけでよい「半日断食」であった。

## 甲田療法
甲田療法は、西式健康法を改良して考案された民間療法である。野菜をすりつぶした青ドロを使う西式健康法とは異なり、青ドロをこした青汁を使用する。一日二食、カロリーを1600kcal以下に抑えた食事を何ヶ月にも渡り続ける。食事は主に玄米(あるいは生玄米)、豆腐、青汁で、使用される薬は緩下剤である水酸化マグネシウム（スイマグ）のみ。一日2リットル以上の水、もしくは柿茶の摂取を推奨する。同時に温冷浴、毛管運動、金魚運動を毎日実践する。こうした食生活を毎日続けていくと体重が減ってくるが、あるところで体重の減少が止まり、やがて、大量の宿便が排泄され、体重が増え始める。この体重の変化を、甲田は「甲田カーブ」と呼ぶ。大量の宿便が排泄されると、体質が改善して体の中の胃腸の吸収が良くなり、やがて患者の体重は同じ食事の量であるにもかかわらず徐々に増加して行き、適正体重になると体重の増加は止まる。これらの過程で患者の抱えるあらゆる病気は改善し、再び元の健康体になると主張する。

### 朝食抜き
本格的な断食ではなくとも、午前中のみの断食でも効果があるとする。現代栄養学では、朝食を抜くと脳の機能が落ちるとされる。脳の重さはからだ全体の2%に過ぎないが、エネルギー消費は全体の20%である。このエネルギーをすべてブドウ糖で要求するとするのが現代医学である。脳はブドウ糖しか使わないため、夜に食事をしても睡眠中に失われ、そのため朝食を抜くと午前中はブドウ糖不足で血糖値が下がるとするのが現代栄養学である。しかし、甲田は脳は断食によりブドウ糖のみならずケトン体も使うようになるとする Oliver E. Owen の文献を引用し、脳はブドウ糖を30%しか使わなくなると主張する。よって、むしろ朝食を抜いたほうが頭はよほどすっきりするという。甲田はそれを何万人もの患者での結果で確認している。甲田自身は毎朝、4時半に起床し、初めて食事をするのは夜8時であった。

## 断食の理論
西式の基本の一つである「入れる」ことよりも「出す」ことを重視。老廃物を完全に出し切らないと健康にはなれず、仏教の布施に例え説明している。老廃物は「飢えた」時にしか出ず、そのために断食が必要だと説く。1965年頃、農薬のBHCが社会問題になった際に、有機塩素剤であるBHCがいったん体内に取り込まれると脂肪に沈着し出てこないといわれたが、甲田は断食で出るのではとの仮説を立て神戸大学の喜田村正次教授との共同研究でBHCが大量に尿中に排出されたことを確認した。その後、この研究結果に驚いた喜田村は研究結果をまとめて学会に発表した。この結果より、甲田は老廃物は飢えにより血液が腎臓にも行きわたることで老廃物を排泄するのだと確信した。

## 年譜
- 1924年(大正13年) 8月1日 - 大阪府中河内郡若江村（現在の東大阪市）北に生まれる
- 1937年(昭和12年) - 若江小学校卒業
- 1944年(昭和19年) - 八尾中学校卒業(2年間休学)
- 1944年(昭和19年) - 陸軍士官学校入校
- 1945年(昭和20年) - 終戦により復員
- 1945年(昭和20年) - 大阪高等学校 (旧制) に2年編入(高校1年休学)
- 1948年(昭和23年) - 大阪高等学校卒業
- 1954年(昭和29年) - 大阪大学医学部卒業(大学2年間休学)
- 1959年(昭和34年) - 八尾市緑ヶ丘で甲田医院を開業
- 1967年(昭和42年) - 甲田医院を八尾市萱振に移転
- 1982年(昭和57年) - 甲田医院を八尾市桜ケ丘に移転
- 2008年(平成20年) 8月12日 - 自宅にて死去
- 2014年(平成26年）12月末 - 遺族が継いでいた甲田医院が閉院[4]

## 著書
- 「少食の実行で世界は救われる」（2006年、三五館）
- 「健康養生法のコツがわかる本」（2006年、三五館）
- 「断食博士の西式健康法入門ー病気にならない秘訣」（2007年、三五館）
- 「甲田式健康道　決定版　ー　心と体の宿便を出せば、すこやかに長生きできる！（ビタミン文庫）」（2007年、マキノ出版）
- 「奇跡が起こる「超少食」ー実践者10人の証言　「超少食で難病が治った！」（ビタミン文庫）」（2007年、マキノ出版）
- 「食べ方問答ー少食のすすめ　我が心の師に健康道の奥義を訊く！」（2008年、マキノ出版）
- 「マンガでわかる「西式甲田療法」　一番わかりやすい実践入門書（ビタミン文庫）」（2008年、マキノ出版）
- 「家庭でできる断食健康法」（2009年、創元社）
- 「奇跡が起こる半日断食　―　朝食抜きで、高血圧、糖尿病、肝炎、腎炎、アトピー、リウマチがぞくぞく治っている!（ビタミン文庫）」 （2011年、マキノ出版）
- 「生菜少食健康法のすすめ（オンデマンド版）」（2012年、創元社）
- 「断食・少食健康法」（2017年　春秋社）
- 「生菜食健康法」（2017年、春秋社）
- 「あなたの少食が世界を救う」（2017年、春秋社）